# Каппелла-де-Пиченарди
Каппелла-де-Пиченарди (итал. Cappella de' Picenardi) — коммуна в Италии, располагается в регионе Ломбардия, в провинции Кремона.
Население составляет 438 человек (2008 г.), плотность населения составляет 30 чел./км². Занимает площадь 14 км². Почтовый индекс — 26030. Телефонный код — 0372.
Покровительницей коммуны почитается святая Агата. 

## Демография
Динамика населения:

## Администрация коммуны
- Официальный сайт: